# Георг Джон
Георг Джон (нім. Georg John, справжнє прізвище — Георг Якобсон (нім. Georg Jacobsohn); 23 липня 1879, Смігель, Провінція Позен, Німецька імперія — 18 листопада 1941, Лодзь, Польща) — німецький театральний та кіноактор.

## Біографія та кар'єра
Георг Джон народився 23 липня 1879 року у місті Смігель на заході Польщі, що входила на той час до Провінції Позен у складі Німецької імперії. Акторську кар'єру починав на початку 1900-х років актором пересувних театрів. У 1904 році Джон працював актором та режисером у Вільгельмсгафені, з 1905 року у театрах Слупська, Альтони, Мюльхайма-на-Рурі, Бохума та Геттінгена. У 1914 році він отримав запрошення як актор і режисер до Vaterländische Schauspiele у Відні.
У 1917 році Георг Джон дебютував у кіно, зігравши в подальшому майже у 120-ти німих фільмах. Починаючи з 1920-х років, Джон знімався у фільмах відомих режисерів Німеччини, зокрема, зігравши ролі у низці постановок Фріца Ланга, що стали класикою німого кіно: «Втомлена смерть» (1921), «Доктор Мабузе, гравець» (1922), «Нібелунги» (1924) та «М» (1931). Також Георг Джон знявся у кількох стрічках Фрідріха Вільгемьма Мурнау, зокрема у ролі нічного сторожа в «Останній людині» (1924) з Емілем Яннінгсом у головній ролі.
Після приходу до влади у Німеччині нацистів та прийняття антиєврейських законів, Георга Джона з весни 1933 більше не запрошували для роботи в кіно. Згодом актора було депортовано до гетто в Лодзі, де він помер 18 листопада 1941 при загадкових обставинах у віці 62-х років.

## Фільмографія (вибіркова)
- 1917 : Іноземець / Die Fremde — тибетський монах
- 1917 : Хільда Воррен та Смерть / Hilde Warren und der Tod — Смерть
- 1919 : Пер Ґюнт / Peer Gynt — професор Бергіфенфельдт
- 1919 : Павуки 1: Золоте море / Die Spinnen, 1. Teil — Der Goldene See — доктор Тельфас
- 1919 : Зловісні історії / Unheimliche Geschichten
- 1919 : Харакірі / Harakiri — буддист Монк
- 1919 : Фантоми життя / Phantome des Lebens
- 1919 : Хлопчик у блакитному / Der Knabe in Blau — циганський ватажок
- 1920 : Павуки 2: Діамантовий корабель / Die Spinnen, 2. Teil — Das Brillantenschiff — доктор Тельфас
- 1920 : Наполеон і маленька праля / Napoleon und die kleine Wäscherin
- 1921 : Втомлена смерть / Der müde Tod — жебрак
- 1921 : Загадка Сфінкса / Das Rätsel der Sphinx — мумія
- 1921 : Леді Гамільтон / Lady Hamilton — другий якобінець
- 1921 : Індійська гробниця / Das indische Grabmal erster Teil — Die Sendung des Yoghi — розкаюваний
- 1921 : Індійська гробниця 2 / Das indische Grabmal zweiter Teil — Der Tiger von Eschnapur — розкаюваний
- 1922 : Авантюрист / Der Abenteurer — червоний Джонні
- 1922 : Поле, що горить / Der Brennende Acker — командир найманців
- 1922 : Доктор Мабузе, гравець / Dr. Mabuse, der Spieler — Ein Bild der Zeit — Пеш
- 1922 : Троє і вона / Sie und die Drei — шановна людина за ґратами
- 1922 : Ієремія / Jeremias — єгипетський емісар
- 1922 : Марія-Антуанета — Життя королеви / Marie Antoinette — Das Leben einer Königin — Робесп'єр
- 1923 : Кам'яний вершник / Der steinerne Reiter — портьє
- 1923 : Втрачена туфелька / Der verlorene Schuh — Джон
- 1924 : Нібелунги: Зігфрід / Die Nibelungen: Siegfried — коваль Мім / Альберіх / Слаодель
- 1924 : Нібелунги: Помста Крімгільд / Die Nibelungen: Kriemhilds Rache — Блаодель
- 1924 : Ночі Декамерона / Decameron Nights — астролог
- 1924 : Мій Леопольд / Mein Leopold — Нібіш
- 1924 : Кабінет воскових фігур / Das Wachsfigurenkabinett
- 1924 : Остання людина / Der Letzte Mann — нічний вахтер
- 1924 : Гільйотина / Guillotine
- 1925 : Експрес любові / Blitzzug der Liebe
- 1925 : Вар'єте / Varieté — моряк
- 1925 : Пригода в нічному експресі / Abenteuer im Nachtexpreß — Сівенс, слуга Рауля
- 1926 : Танцівниця із Сан-Сусі / Die Mühle von Sanssouci — генерал Зіетен
- 1926 : Команда короля / Des Königs Befehl
- 1927 : Ткачі / Die Weber
- 1927 : Жінка-жонглер / Gehetzte Frauen
- 1927 : На краю світу / Am Rande der Welt
- 1927 : Людина без голови / Der Mann ohne Kopf — грізний
- 1928 : Альрауне / Alraune — убивця
- 1928 : Лютер / Luther — каліка
- 1928 : Паніка / Panik
- 1928 : Палач / Der Henker
- 1928 : Волга-Волга / Wolga Wolga
- 1928 : Шпигуни / Spione — кондуктор потягу
- 1929 : Сомнамбула / Somnambul — господар
- 1929 : Андреас Хофер / Andreas Hofer — Франц Рафль, фермер
- 1929 : Атлантика / Atlantik — Вендт, слуга Томаса
- 1930 : Країна посмішок / Das Land des Lächelns — Чанг в опереті
- 1930 : Дантон / Danton — прокурор
- 1931 : М / M — сліпий продавець повітряних куль
- 1932 : F.P. 1 не відповідає / F.P.1 antwortet nicht — машиніст
- 1933 : Стрибок в прірву / Sprung in den Abgrund — фотограф
- 1933 : Заповіт доктора Мабузе / Das Testament des Dr. Mabuse — слуга Баума